# Nāḩiyat al Buţayḩah
Nāḩiyat al Buţayḩah (arabiska: ناحية البطيحة) är ett subdistrikt i Syrien.   Det ligger i provinsen al-Qunaytirah, i den sydvästra delen av landet, 90 km sydväst om huvudstaden Damaskus.
Trakten runt Nāḩiyat al Buţayḩah består till största delen av jordbruksmark. Runt Nāḩiyat al Buţayḩah är det ganska glesbefolkat, med 24 invånare per kvadratkilometer.